# وقعة الحفرة
وقعة الحفرة أو مذبحة طليطلة (191هـ / 807م)، من الأحداث الدمويَّة التي شهدتها الأندلس في عهد الأمير الحكم بن هشام الأموي، إذ قام جنده بقتل أكثر من خمسة آلاف رجل من أهالي مدينة طليطلة بهدف إخضاعهم وضمان السيطرة على المدينة، على اثر ثوراتٍ عديدة قاموا بها للاستقلال عن الحكم الأموي.

## الخلفية

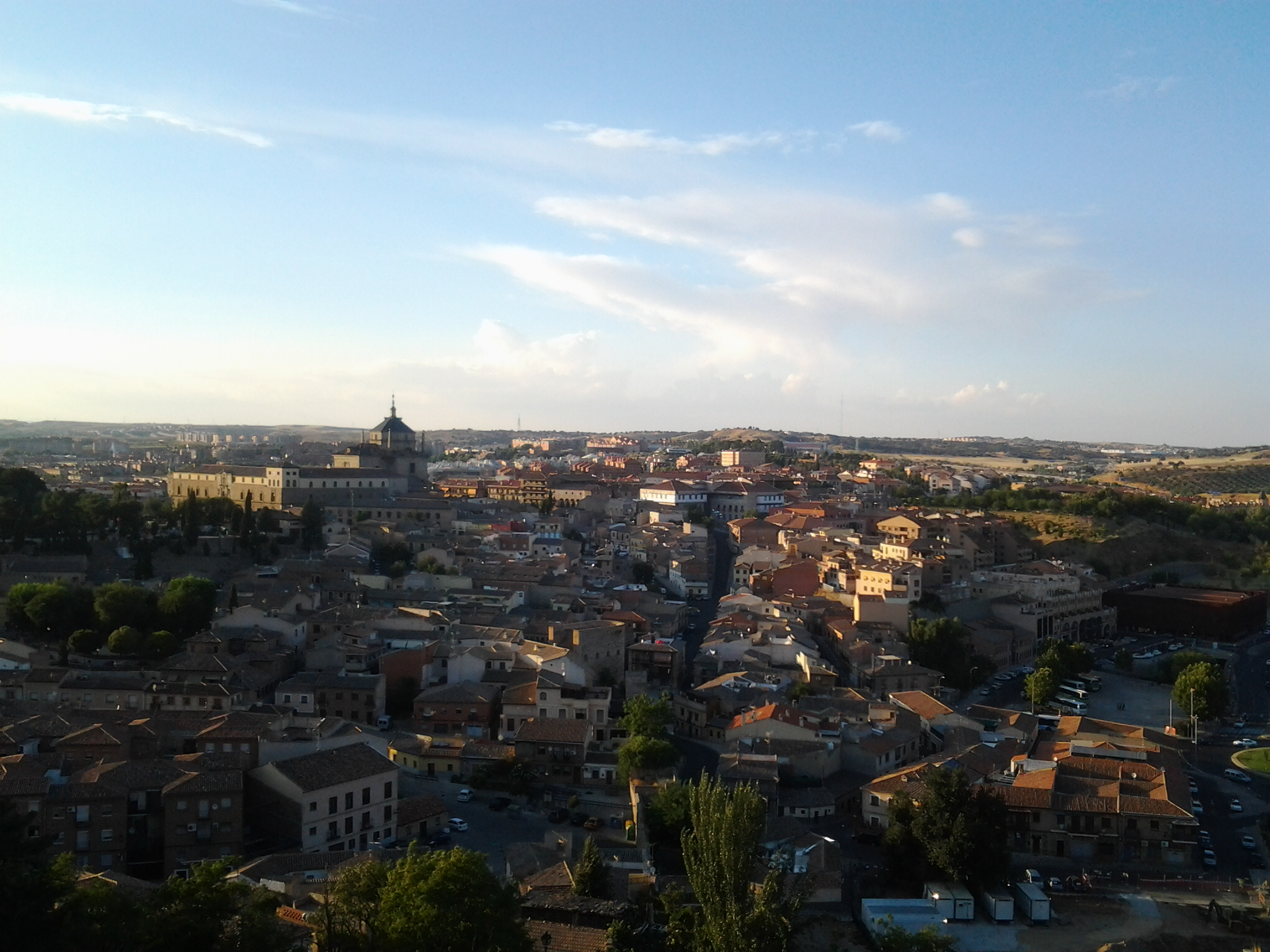
صورة حديثة لمدينة طليطلة (في إسبانيا المُعاصرة)

عُرفت مدينة طليطلة بحصانتها وكثرة أموالها، مما دفع أهلها إلى الثورة مرارًا على ولاتهم الأمويين. على مر الزمن، طمحت المدينة للاستقلال عن حكم بني أمية، وخلعت طاعتهم عدة مرات. أمام هذا التحدي المتكرر، لجأ الحكم بن هشام (حكم 796 - 822م) إلى حيلة دمويَّة لضمان السيطرة على المدينة. استعان الحكم بعمروس بن يوسف المعروف بالمولد، وهو من أهل طليطلة، وأحد زعماء الثغر الأعلى، والذي أظهر ولاءه للحكم ودعا إليه، مما جعله يطمئن إليه ويعتمد عليه في تنفيذ خطته على أهل طليطلة. عيّن الحكم عمروس واليًا على طليطلة، وأرسل إلى أهل المدينة يخبرهم بأن الوالي الجديد منهم لتطمئن قلوبهم، وعفاهم من الولاة الذين كانوا يكرهونهم.

## الأحداث
دخل عمروس طليطلة بحيلة محكمة، إذ أظهر ولاءه لأهل المدينة ووافقهم في بغضهم لبني أمية، مما أكسبه ثقتهم. اقترح عليهم بناء قصر يعتزل فيه مع جنود السلطان، بحجة عدم إزعاج أهل المدينة. وبعد فترة، تلقى الحكم رسالة من أحد ولاته في الثغر الأعلى، يطلب فيها النجدة لمواجهة هجوم مفترض من جيوش الممالك النصرانيَّة، فاستغل الحكم الفرصة وحشد الجيوش من كل ناحية، وأرسل ابنه عبد الرحمن لقيادة هذه القوات.
عندما وصلت الجيوش إلى طليطلة، وصلت الأخبار أن أن عساكر الممالك النصرانيَّة قد تفرَّقت. أرسل الأمير الحكم بن هشام مع ابنه خادمًا يحمل رسالة سرية إلى عمروس، تُفصّل الحيلة على أهل طليطلة. أشاع عمروس أن عبد الرحمن يريد إقامة وليمة عظيمة لأهل المدينة وأعيانها، ولتفادي الازدحام، أشار على الناس الدخول من باب ويخرجون من آخر. لكن في الواقع، كان كل فوج منهم يُؤخذ ويحمل إلى جماعة من الجند، فتُضرب أعناقهم ويرمون في حفرة كبيرة أُعدت مسبقًا، فلما تعالى النهار أتى بعضهم فلم ير أحدًا، فقال: «أين الناس؟»، فقيل له: «إنهم يدخلون من هذا الباب، ويخرجون من الباب الآخر»، فقال: «ما لقيني منهم أحد»، وعلم بما جرى، فصاح وأخبر من تبقى منهم بهلاك أهلهم وأصحابهم، مما أنقذ البقية.

## الأبعاد
بعد هذه المجزرة، ذلّ أهل طليطلة وأصبحوا أكثر طاعةً للحكم بن هشام وابنه عبد الرحمن من بعده المعرُوف بالأوسط، في حين ثار أهل ماردة لما فعله الحكم بأهل قرطبة سابقًا. استمرت طاعة أهل طليطلة حتى وفاة عبد الرحمن الأوسط وتولي ابنه محمد، إذ سرعان ما ثاروا عليه خالعين الطاعة.

### فهرس المنشورات
1. ↑  ابن الأثير (2005)، ص. 883.
2. ↑  ابن الأثير (2005)، ص. 883-884.
3. 1 2  ابن الأثير (2005)، ص. 884.

### معلومات المنشورات كاملة
الكتب مرتبة حسب تاريخ النشر
- ابن الأثير الجزري (2005)، الكامل في التاريخ، مراجعة: أبو صهيب الكرمي، عَمَّان: بيت الأفكار الدولية، OCLC:122745941، QID:Q123225171